# Flyvehøjde
Flyvehøjde er højden, en flyvemaskine flyver i. 
Flyvehøjde måles i størstedelen af verden i engelske fod, mens metersystemet benyttes bl.a. i Rusland. De fleste flys højdemålere måler lufttrykket og bestemmer flyvehøjden ud fra dette.  
På grund af lufttrykkets variationer indstilles en trykhøjdemåler flere gange under flyvning for at kalibrere, ved hvilket tryk, højdemåleren skal vise 0. I lave højder (under gennemgangshøjden) flyves der typisk efter lufttryk, svarende til det ved havets overflade, dvs. at højdemåleren ville vise 0 ved havets overflade. Dette tryk betegnes QNH. Også i lave højder, men dog ikke anvendt så ofte, kan højdemåleren kalibreres efter trykket ved flyvepladsens højde, således at denne viser 0, når flyet står på flyvepladsen. Dette er ikke praktisk, hvis en flyvning er fra en flyveplads til en anden, da destinationsflyvepladsen kan ligge i en anden højde. Dette tryk kaldes QFE.
For at undgå at flyvninger i større højder konstant skal oplyses om det nuværende lufttryk ved havoverfladen (QNH), har man vedtaget at bruge det såkaldte standardatmosfæretryk over gennemgangshøjden. Dette er 1013,25 hektopascal. Ved flyvning på standardtryk viser en trykhøjdemåler ikke nødvendigvis den korrekt højde over terræn eller havet, men højdemålere i forskellige fly, kalibreret efter samme tryk, vil afvige fra den faktisk højde med en lige stor værdi, hvorfor adskillelse mellem fly sikres.
Ved større flyvepladser og lufthavne oplyses lufttrykket ved overfladen via radio, så det er muligt at indstille sin højdemåler ved indflyvning og landing. 
Luftrummet er delt op i luftkorridorer, hvorigennem flyene ledes af flyvekontroltjenesten. Disse korridorer krydser nødvendigvis hinanden, og det sker i forskellig højde.